# Shundynastin
Shundynastin, (大順, Dà Shùn), var en kortlivad kinesisk dynasti som varade från 1644 till 1645. Dynastin grundades av rebellredaren Li Zicheng.
År 1630 under Mingdynastin (1368-1644) anslöt sig Li Zicheng till en rebellerande bondegrupp. Han steg snabbt i graderna och gruppen utökades. Mingdynastin försökte tysta upproret, men misslyckades. 1641 erövrade Li Zicheng Luoyang i Henanprovinsen och året efter intog han Xianggang i Hubeiprovinsen. 1643 hade han erövrat Xi'an i Shaanxiprovinsen som han gav tillbaka dess historiska namn Chang'an. På nyårsafton (8 februari) 1644 utropade sin egen dynasti, Shundynastin (大順). I februari 1644 var Li Zicheng redo att bege sig mot Mingdynastins huvudstad Peking för att försöka ta makten över hela riket.
Samtidigt med att Li Zichneg anfaller Peking är även den manchuriska Qingdynastin (1644-1912) på väg att anfalla Mingdynastin norr ifrån. Alla tre kombattanterna sammandrabbade i Slaget om Shanhaiguan där Li Zicheng förlorade och tvinades fly tillbaka mot Xi'an. Innan han lämnade Peking utropade han sig i hast till kejsare över Shundynastin. Han fortsatte som kringresande stridande mot Qingdynastins arme tills han 1645 plötsligt var försvunnen. Det är tänkbart att han dog i strid vid ett bakhåll vid Jiugong-berget i Hubeiprovinsen, men det påstås även att han drog sig tillbaka och blev munk i Jiashan-templet (夹山寺) i Shimen i Hunanprovinsen.